# Бердыев, Аширмамед Артыкмамедович
Аширмамед Артыкмамедович Бердыев (упрощённое имя: Ашир Бердыев, род. 28 февраля 1972; Туркменистан — 25 января 2024; Украина) — российский военнослужащий, старший сержант. Командир мотострелковой роты 200-й гвардейской мотострелковой бригады 14-го армейского корпуса Ленинградского военного округа. Герой Российской Федерации (посмертно, 2024).

## Биография
Родился 28 февраля 1972 года в Туркменистане.
После завершения школьной учёбы, мужчина прошёл срочную воинскую службу в десантно-штурмовом батальоне 810-й отдельной бригады морской пехоты Черноморского флота с 1990 года по 1992 год в Севастополе. После увольнения в запас, вернулся к себе на родину, где поступил учиться в филиал Туркменского политехнического института по специальности «Химическая технология неорганических веществ», совмещая учёбу с работой. Работал инструктором по парашютно-десантной службе в авиационно-спортивном клубе ДОСААФ.
В 1995 году обосновался в России в городе Бодайбо Иркутской области. Имел бизнес, им было основано собственное предприятие «Росстрой», был генеральным директором строительной фирмы. В 2012 году избирался депутатом городской и районной думы города Бодайбо. Занимался общественной и благотворительной деятельностью. Являлся директором Бодайбинского филиала Дорожной службы Иркутской области и генеральным директором ООО «Радио Бодайбо». В 2016 году заочно окончил Байкальский государственный университет.
В 2010 году вступил в компанию «Вагнер» (??? в 2010 еще не было "Вагнера") и участвовал в боевых действиях против ВСУ в Донбассе. В 2020 году принимал участие по освобождению двух пленных мужчин на территории Ливии.
Участвовал в Военной операции России в Сирии. С 2022 года принимал участие во вторжении России на Украину. Был неоднократно ранен. В последнем бою попал под обстрел ВСУ и получил тяжёлое ранение, после чего был эвакуирован в госпиталь, где скончался от полученных ран.
Ушёл из жизни 25 января 2024 года в госпитале. Похоронен 7 февраля 2024 года в возрасте 51 года в Бодайбо Иркутской области, куда было перевезено тело.

## Звания и награды
- Герой Российской Федерации (Указом Президента Российской Федерации «закрытым» от марта 2024 года за мужество и героизм, проявленные при исполнении воинского долга, гвардии старшему сержанту Бердыеву Аширмамеду Артыкмамедовичу присвоено звание Героя Российской Федерации посмертно)[1][5][3]
- Орден Мужества (3)
- Георгиевский крест 3 степени
- Георгиевский крест 4 степени
- Медаль «За отвагу» (2)
- Благодарность Президента Российской Федерации
- Нагрудный знак Министерства транспорта Российской Федерации